# Richard Arvay
Richard Arvay (* 13. Jänner 1897 in Wien, Österreich-Ungarn; † 17. Juni 1970 in New York City, Vereinigte Staaten) war ein österreichischer Schriftsteller, Drehbuchautor und Stummfilmregisseur. 

## Leben und Wirken
Richard Arvay erhielt eine Schauspielausbildung bei Max Reinhardt, arbeitete aber zunächst überwiegend als Bühnenautor und brachte (im Zusammenspiel mit seinem langjährigen Arbeitspartner Norbert Garai) Theaterstücke wie Die Liebesnacht des Casanova zu Papier. Nahezu zeitgleich wurde er von der winzigen Produktionsfirma Jop-Film, der er auch als Geschäftsführer vorstand, als Regisseur für einen österreichischen Werbefilm engagiert, den er gleichfalls in Zusammenarbeit mit Garai umsetzte. Im darauf folgenden 1922 gelang Arvay der Sprung zum Kinounterhaltungsfilm, als er in Die Menschen nennen es Liebe vor der Kamera stand. Noch im selben Jahr konnte er in Wien erstmals einen Film mit Spielhandlung, Die Frauen des Henry Bricourt, umsetzen. 
Wenig später ging Arvay nach München, wo er 1924 mit dem Star Hella Moja seinen deutschen Filmregieeinstand gab. Arvay konnte sich nicht als Regisseur durchsetzen und beschränkte sich in Berlin fortan auf die Erstellung von Drehbüchern, blieb aber auch weiterhin der Schriftstellerei verbunden, zumeist mit Garai als Co-Autor („Alles über einen Leisten“, „Bouleboule“, „Tross und Tobby“). Nach einigen Tonfilmen erzwang die Machtergreifung Hitlers 1933 die Heimkehr des Juden Arvay nach Wien. Hier kam es 1934 bei dem Drama Letzte Liebe mit dem Ehepaar Albert und Else Bassermann zur letzten filmischen Kooperation mit Norbert Garai. Nach dem Anschluss Österreichs floh Richard Arvay über Frankreich und Italien in die USA. Dort fand er offensichtlich eine Anstellung als Journalist.

## Filmografie
Als Drehbuchautor, wenn nicht anders angegeben:
- 1922: Die Menschen nennen es Liebe (Schauspieler)
- 1922: Die Frauen des Henry Bricourt (Regie)
- 1924: Ihre letzte Dummheit (auch Regie)
- 1925: Die vertauschte Braut
- 1927: Die raffinierteste Frau Berlins
- 1928: Der Juwelenmarder (Co-Regie und Co-Drehbuch mit Norbert Garai unter dem Signum “Garai-Arvai”).
- 1930: Der falsche Feldmarschall
- 1930: Kopfüber ins Glück
- 1931: Hurra – ein Junge!
- 1932: Hasenklein kann nichts dafür
- 1933: Frühlingsstimmen
- 1934: Letzte Liebe